# 보틀리눔 중독
보틀리눔 중독은 부적절하게 조리된 음식, 부패한 음식물 등에서 나오는 보툴리누스균에 의해 생기는 중독 증상이다.

## 같이 보기
- 보툴리눔 독소